# Chiaki
 (octobre 2011).
Si vous disposez d'ouvrages ou d'articles de référence ou si vous connaissez des sites web de qualité traitant du thème abordé ici, merci de compléter l'article en donnant les références utiles à sa vérifiabilité et en les liant à la section « Notes et références ».
Chiaki (千秋), de son nom complet Chiaki Fujimoto (藤本 千秋, Fujimoto Chiaki), née le 26 octobre 1971 à Kyoto au Japon, est une actrice, chanteuse, conceptrice de vêtements pour bébé japonaise.

## Biographie
Elle est la fille du président de Nippon Sheet Glass . En raison du travail de son père, elle déménage à Ichihara après sa naissance. À l'âge de trois ans, elle commence à prendre des leçons de piano et continue pendant douze ans jusqu'à ce qu'elle termine ses études au collège, où elle pratique le kendo.
En 1991 elle gagne une place pour une audition pour la chaine de télévision Fuji TV, mais n'est pas retenue. Par la suite elle se lance dans le doublage, elle double ainsi la voix de Nontan. Elle est aussi la chanteuse pour la chanson titré de cet anime pour enfant sur l'histoire d'un chat.
Elle se lance ensuite comme chanteuse dans le groupe Pocket Biscuits, né d'un programme télévisé du duo comique Ucchan Nanchan en 1995. En 1998 le trio lance la chanson Yellow Yellow Happy et vend un million d'albums. Le groupe participe cette même année à l'émission Kōhaku Uta Gassen, contre le groupe Black Biscuits de Vivian Hsu, né de la même émission. Ils vendent encore deux millions de disques, avant de se séparer en 2000.
Chiaki épouse Shōzō Endō, de la populaire émission Downtown no Gaki no Tsukai ya Arahende!!, en juillet 2002. Ils ont une petite fille en 2003, mais divorcent en décembre 2007.